# طباعة أنيلوكس

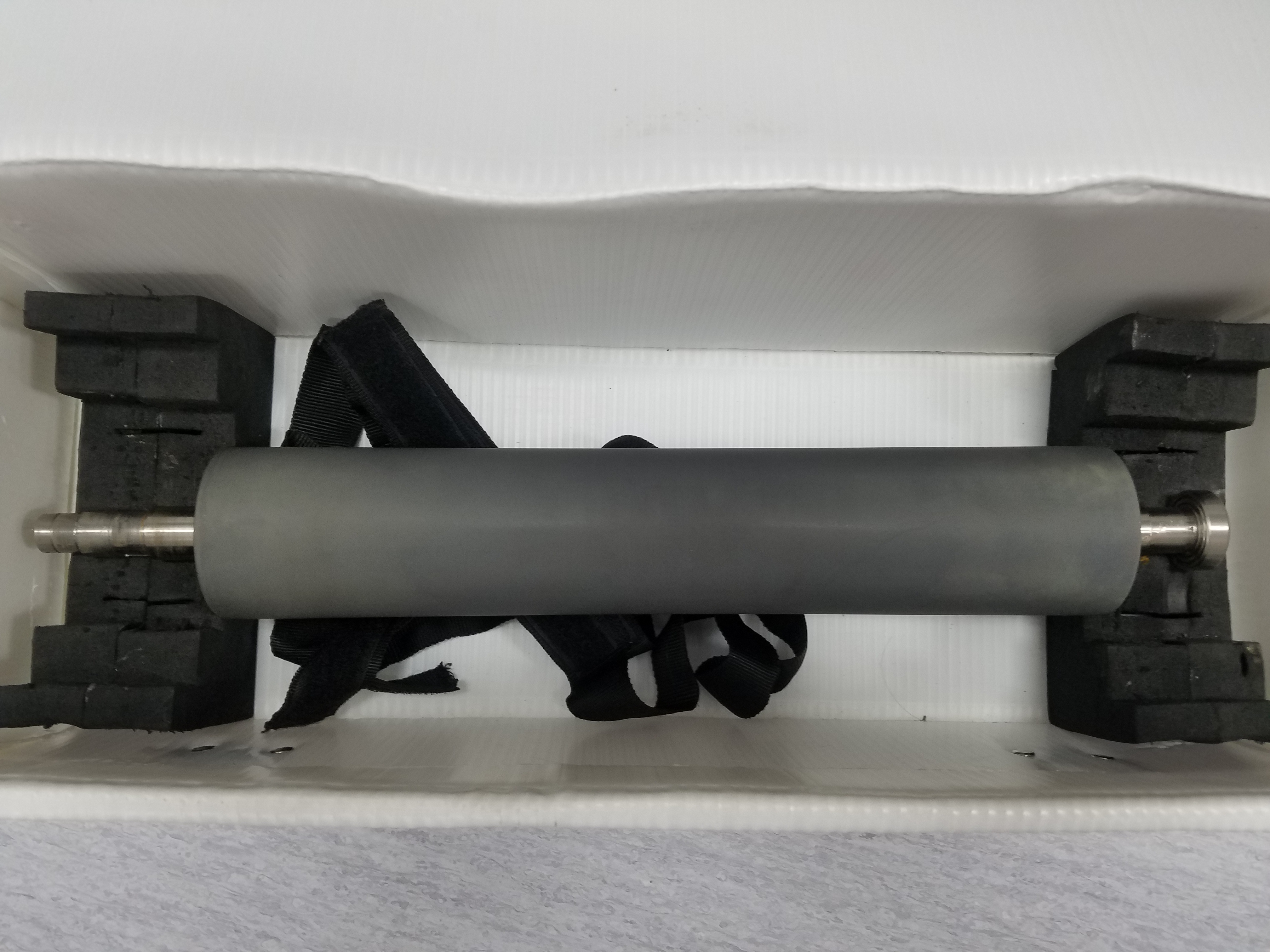

طباعة أنيلوكس في الطباعة (بالإنجليزية: anilox)‏ هي طريقة للطباعة تسمى أنيلوكس تستخدم لتحديد كمية الحبر المأخوذة لطبعها على لوح طباعة مرن.
وتستخدم أسطوانة أنيلوكس صلبة أ تصنع عادة من الحديد الصلب أو الألمونيوم وتطلي بطبقة من السيراميك. يتحتوي سطح طبقة السيراميك على ملايين من النتوءات الدقيقة، تُعرف بالخلايا. وتختلف طريقة استعمال أسطوانة أنيلوكس بحسب طريقة الطباعة، إما تغطس الأسطوانة بالكامل في الحبر أو تلتقط الحبر من أسطوانة أخرى تسمى دوارة قياس تغطس جزئيا في الحبر. وفي كلتا الحالتين تكتسب أسطوانة الأنيلوكس طبقة غليظة من الحبر عالى اللزوجة. ثم تمسح سكين الحبر الزائد من على سطح أسطوانة الانيلوكس بإتقان، تاركة فقط مقادير الحبر الموجودة في النتوءات أو الخلايا.
بعد ذلك تدار أسطوانة الأنيلوكس على لوح طباعة مرن، فيلتقط لوح الطباعة الحبر من الخلايا لكي ينقلها بعد ذلك إلى الورق المراد طبعه.
وتصنف أسطوانات الأنيلوكس بحسب عدد الخلايا لكل بوصة (نحو 5و2 سنتيمتر)، ويختلف عددها بين 250 و يرتفع إلى 1500 خلية للبوصة، ويعتمد ذلك على المصنع المنتج. وتصمم أسطوانات الأنيلوكس بحيث يمكن إزالتها بسهولة من آلة الطباعة لتنظيفها أو استبدالها باسطوانة أخرى. ويختار عامل الطباعة نوع الأسطوانة بحسب نوع الطباعة التي يريد تنفيذها. ويستخدم اسطوانة ذات عدد قليل من الخلايا لطباعة الخط الكبير، وسيتخدم أسطوانة ذات عدد كبير من الخلايا للكتابة الصغيرة وكذلك للطباعة بأربعة ألوان عندما يقوم بطبع الصور الملونة. وغالبا ما يحتاج نوعا من أسطوانات أنيلوكس لكل لون يستخدمه. ويُتقن عمال الطباعة المحترفين اختيار أسطوانات أنيلوكس لإتمام نوع الطباعة المطلوب.